# リシェ・ド・モンス
リシェ・ド・モンスまたはリシャール・ド・モンス（Richer de Mons/Richard de Mons、? - 973年）は、エノー伯およびモンス伯（在位：964年 - 973年）、下ロタリンギア副公（vice-duc）（在位：964年 - 973年）。
エノー伯、下ロタリンギア副公ゴドフロワの死後、神聖ローマ皇帝オットー1世は、リシェにモンス周辺のエノー伯領の一部とエノー伯位を与え、ヴァランシエンヌ伯領をアモーリーに与えた。リシェは皇帝の傍近くに仕え、965年から973年にかけての勅許状に見られる。また、リシェはリエージュ伯領も与えられた。
息子のゴディツォ・フォン・アスペル＝ハイムバッハ（Godizo von Aspel-Heimbach）はハマラント伯およびリエージュ伯となった。